# Gáspár Tibor (történész)
Gáspár Tibor (Kulcsod, 1928. április 25. – Dunaszerdahely, 2011. augusztus 14.) történész, komáromi tanár. 

## Élete
Édesapja református lelkész volt, édesanyja háztartásbeli. Dédapjához, nagyapjához és édesapjához hasonlóan 1939-1948 között a pápai református kollégiumban tanult. A hontalanság éveiben hazajött, s a pozsonyi Comenius Egyetem magyar nyelv-történelem szakán végzett.
1955-2001 között tanított magyar nyelvet, irodalmat és történelmet a komáromi 11 éves középiskolában, majd gimnáziumban. Magyarságtudatra és helytállásra is nevelte diákjait. 1956-ban tanártársaival és diákjaival ellenállt a hatalom nyomásának, hogy elítéljék a magyar forradalmat. 1959-ben újraindította és irányította az irodalmi színpadot. A szocializmus éveiben politikai hitvallása miatt folyamatosan rendőri zaklatásnak volt kitéve.

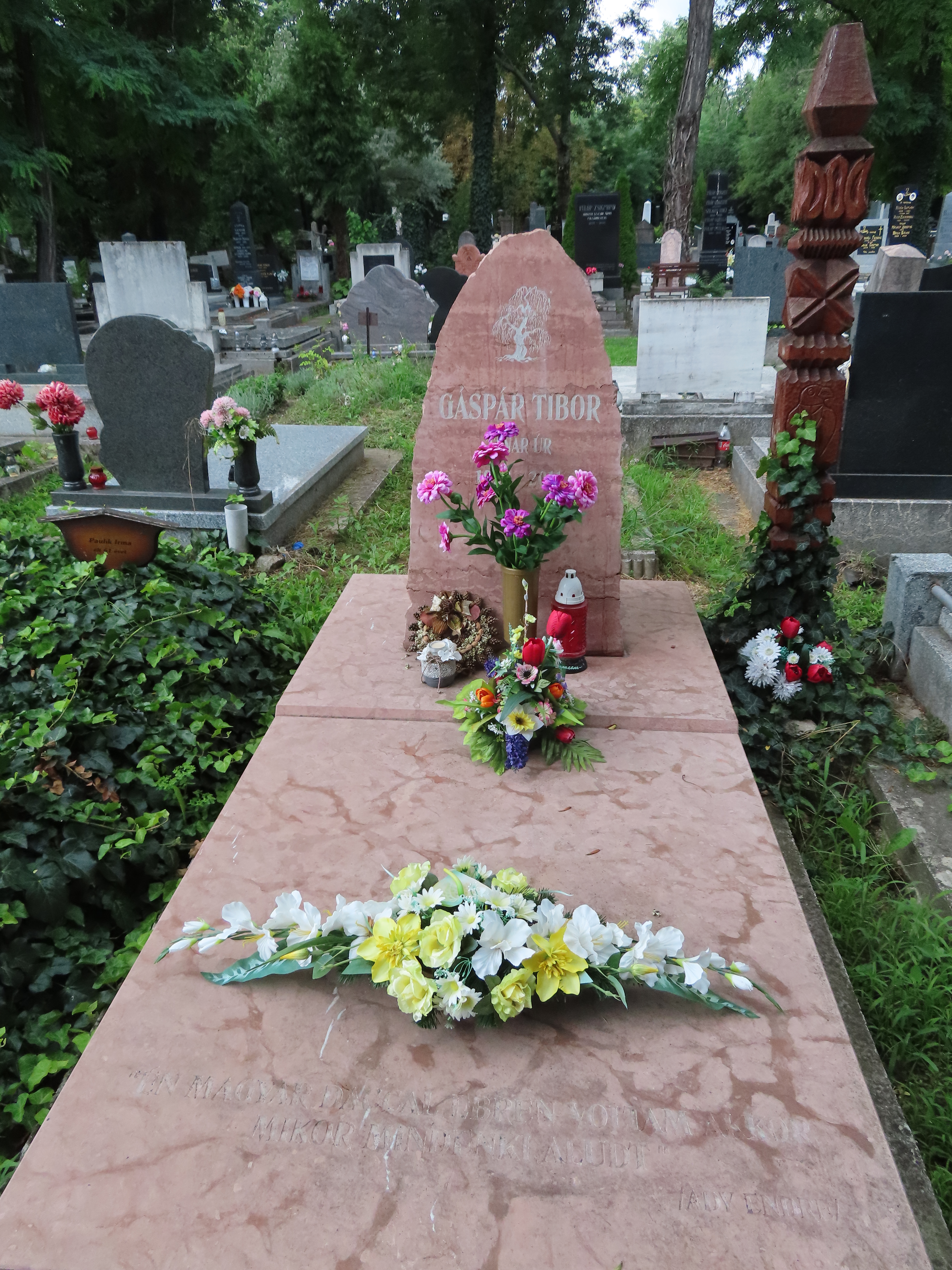
Sírja a komáromi református temetőben

A komáromi református temetőben nyugszik. Síremlékén Ady Endre sorai olvashatók: “Én magyar daccal ébren voltam akkor, amikor mindenki aludt“.
A Nemzet Emlékezete Intézet (ÚPN) a titkosszolgálatok által megfigyelt, átvilágott ellenséges és beszervezett személyként is nyilvántartja.

## Elismerései
- Komárom Polgármesteri díja[4]
- Komárom Pro Urbe díj
- 2001 Pro Probitate – Helytállásért-díj
- Czabán Samu-díj
- Nagy Szent Gorazd-díj
- 2011 posztumusz Tóth Ilona-díj

## Művei
- 1966 Néhány megjegyzés iskolaügyünk időszerű kérdéseiről. Irodalmi Szemle 1966/6
- 1996 A révkomáromi múzeum 110 éve. Honismeret 24.
- 1999 Háromszázötven éves a komáromi gimnázium. Irodalmi Szemle 1999/11-12.
- 2001 Kulcsod évszázadai.
- A kis hősök is győzhetnek, ha bátran cselekednek. Komáromi Öregdiák